# Hermann Eberhard Richter
Hermann Eberhard Friedrich Richter, född 14 maj 1808 i Leipzig, död 24 maj 1876 i Dresden, var en tysk botaniker och läkare.
Richter var professor i Dresden och utgav Caroli Linnæi systema, genera, species plantarum uno volumine (1835), den så kallade "Codex botanicus Linnæanus", som jämte därtill hörande "Index alphabeticus" av W.L. Petermann i hög grad underlättar uppslåendet av de linnéanska arterna. Som läkare var Richter mycket ansedd; han stiftade tyska läkarföreningsförbundet och bekämpade energiskt patentmedicinsvindeln bland annat i Das Geheimmittelunvesen (två band, 1872-75).
Auktorsnamnet Richt, kan användas för Hermann Eberhard Richter i samband med ett vetenskapligt namn inom botaniken; se Wikipediaartiklar som länkar till auktorsnamnet.